# Мазоне
Мазоне (італ. Masone, ліг. Mason) — муніципалітет в Італії, у регіоні Лігурія,  метрополійне місто Генуя.
Мазоне розташоване на відстані близько 430 км на північний захід від Рима, 21 км на північний захід від Генуї.
Населення — 3710 осіб (2014).

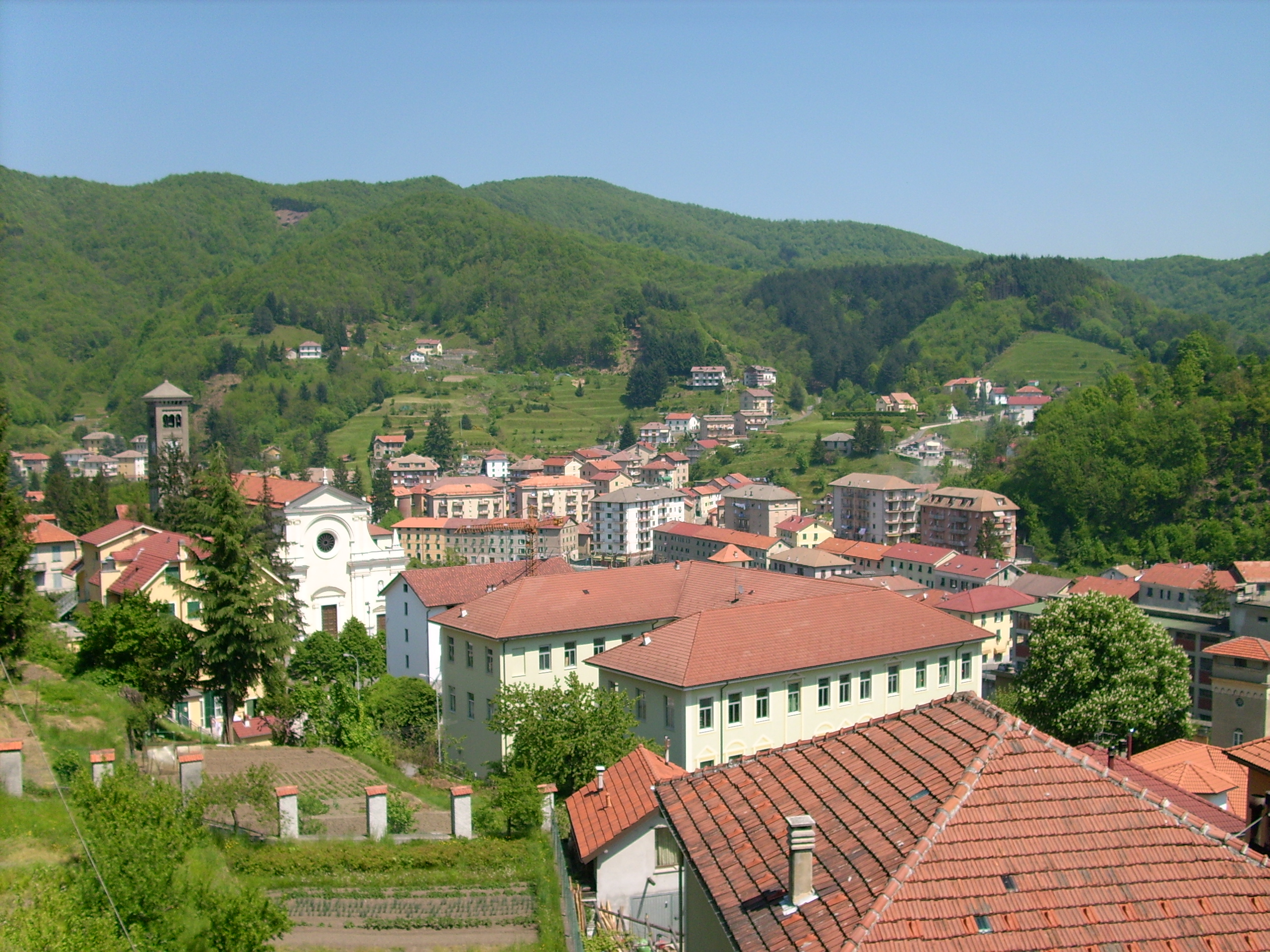

Щорічний фестиваль відбувається 15 серпня. Покровителька — Богородиця Небовзята.

## Демографія
Населення за роками:

Станом на 1 січня 2023 року в муніципалітеті офіційно проживали 122 іноземці з 20 країн, серед них 46 громадян країн Євросоюзу та 6 громадян України.

## Сусідні муніципалітети
- Бозіо
- Кампо-Лігуре
- Генуя
- Меле
- Тільєто